# Cucumis sativus
Il cetriolo (Cucumis sativus L., 1753) è una pianta appartenente alla famiglia delle Cucurbitaceae, originaria dell'Asia orientale e meridionale.

## Descrizione

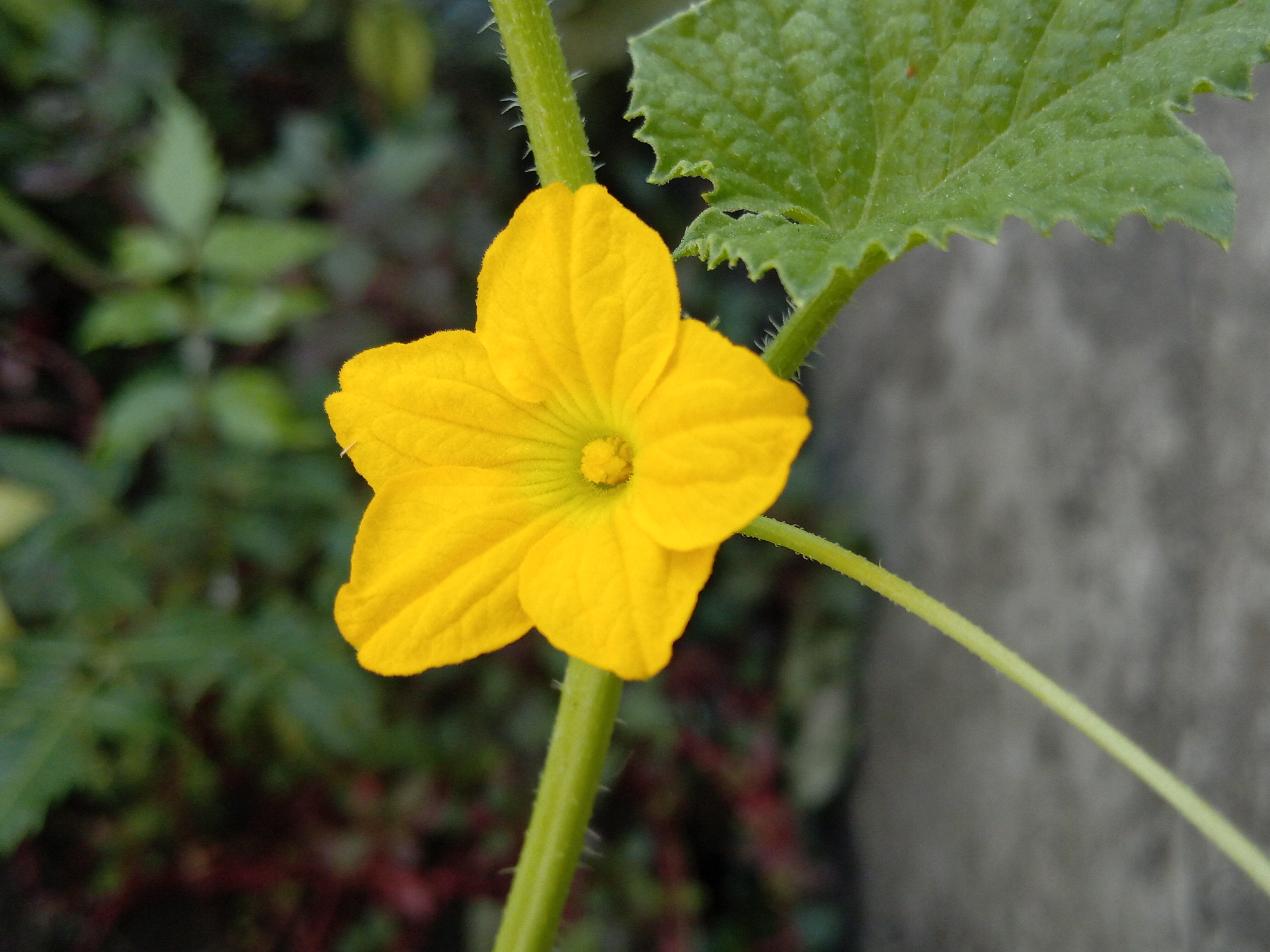
Fiore di cetriolo

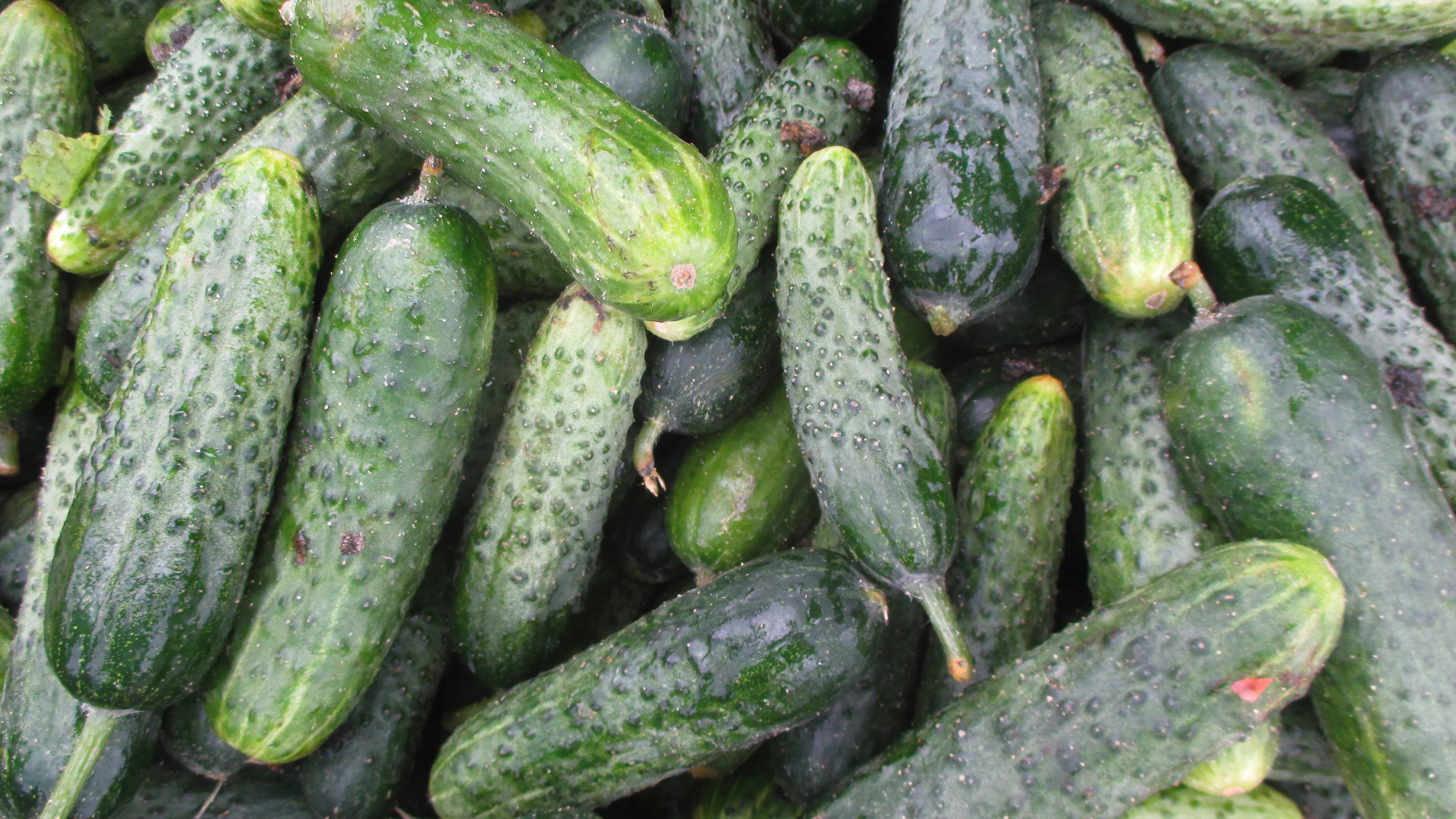
Frutti di cetriolo

Il cetriolo è una pianta strisciante o rampicante quando trova dei supporti, ai quali si attacca attraverso i cirri prodotti dai fusti e dai rami. Il fusto, quadrangolare, è peloso con coste più o meno evidenti.
Il cetriolo è una pianta rampicante che radica nel terreno e cresce su tralicci o altri telai di sostegno, avvolgendosi attorno ai supporti con sottili viticci a spirale. La pianta può anche radicare su strutture idroponiche, per cui si estenderà sul terreno invece che su di una struttura di supporto.
La pianta ha foglie grandi che formano una chioma sopra i frutti. Queste sono palmato-lobate, con lungo picciolo, verde scuro e ruvide.
I fiori gialli a cinque lobi, non molto grandi, sono unisessuali, portati dalla stessa pianta (pianta monoica), i maschili a gruppi di circa cinque soggetti, i femminili sono solitari o a coppie.
Il frutto forma allungata, simile a quella della zucchina, buccia spessa, ancorché edule, leggermente bitorzoluta e di colore verde, polpa bianca succosa, leggermente acidula, con semi nella parte centrale. Il frutto delle tipiche cultivar di cetriolo è grossomodo cilindrico, ma allungato con estremità affusolate, e può raggiungere i 60 cm di lunghezza ed i 10 cm di diametro.
I frutti del cetriolo sono costituiti per il 95% da acqua. In termini botanici, il cetriolo è classificato come peponide, un tipo di frutto con una buccia esterna dura e senza divisioni interne. Tuttavia, proprio come i pomodori e le zucchine, viene spesso percepito, preparato e consumato come una verdura.
La maggior parte delle cultivar di cetriolo sono seminate e necessitano di impollinazione. A questo scopo, ogni anno migliaia di alveari vengono trasportati nei campi di cetrioli, poco prima della fioritura. I cetrioli possono essere impollinati anche dai bombi e da diverse altre specie di api. La maggior parte dei cetrioli che necessitano di impollinazione sono autoincompatibili, quindi necessitano del polline di un'altra pianta per formare semi e frutti.

## Distribuzione e habitat
L'areale nativo del cetriolo si estende dall'Himalaya alla Cina (Yunnan, Guizhou, Guangxi) e alla Thailandia settentrionale.

## Storia

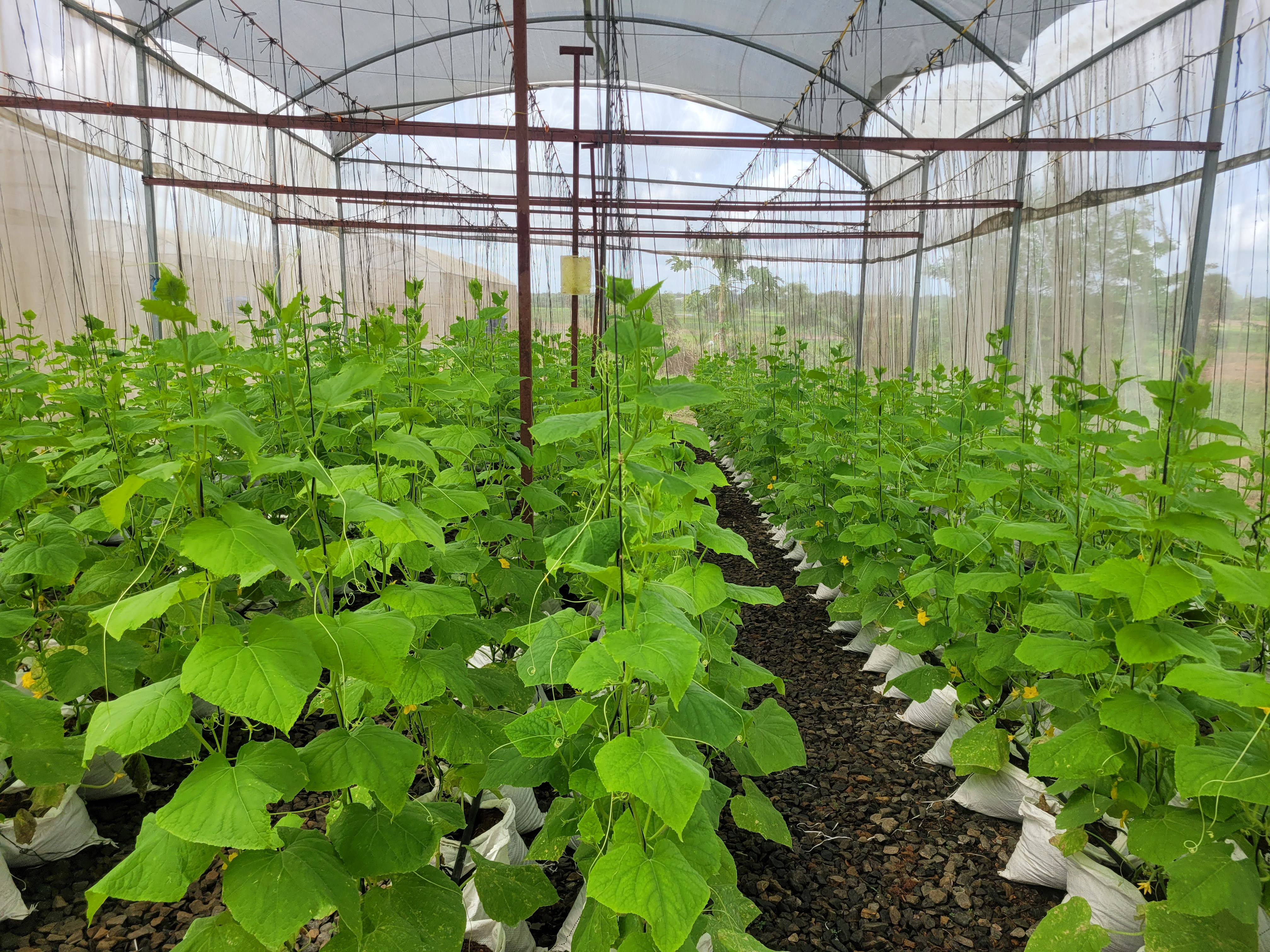
Coltivazione di cetrioli

Coltivati da almeno 3.000 anni, i cetrioli sono stati addomesticati in India dal ceppo selvatico. dove sono state osservate numerose varietà, insieme al suo parente vivente più prossimo, Cucumis hystrix. Il cetriolo fu probabilmente introdotto in Europa dai Greci o dai Romani.
Secondo Plinio il Vecchio, l'imperatore Tiberio aveva il cetriolo sulla sua tavola ogni giorno, sia d'estate che d'inverno. Per averlo a disposizione per la propria tavola ogni giorno dell'anno, si dice che i Romani utilizzassero metodi artificiali di coltivazione (simili al sistema della serra).
Si racconta che venissero coltivati anche in specularia, serre per cetrioli smaltate con tela oleata. Plinio descrive il frutto italiano come molto piccolo, probabilmente simile a un cetriolino.
Carlo Magno fece coltivare cetrioli nei suoi giardini nell'VIII/IX secolo. Si dice che siano stati introdotti in Inghilterra all'inizio del XIV secolo, siano andati perduti e siano stati reintrodotti circa 250 anni dopo. Gli spagnoli (tramite Cristoforo Colombo) portarono i cetrioli ad Haiti nel 1494.
Per tutto il XVI secolo, cacciatori di pellicce, commercianti, cacciatori di bisonti ed esploratori europei barattavano i prodotti dell'agricoltura dei nativi americani. Le tribù delle Grandi Pianure e delle Montagne Rocciose impararono dagli spagnoli come coltivare i prodotti europei. Tra i contadini delle Grandi Pianure c'erano i Mandan e gli Abenachi. Ottennero cetrioli e angurie dagli spagnoli e li aggiunsero alle colture che già coltivavano, tra cui diverse varietà di mais e fagioli, zucche, zucchine e altre Cucurbitaceae. Anche gli Irochesi li coltivavano quando i primi europei li visitarono.

## Avversità
Tra gli insetti, il cetriolo è colpito dall'afide Aphis gossypii. Tra le malattie da funghi, le più comuni sono l'oidio (causato da Erisiphe cichoracearum), la peronospora (causata da Pseudoperonospora cubensis e dal Sphaerotheca fuliginea) e la muffa grigia (causata da Botrytis cinerea).

## Usi

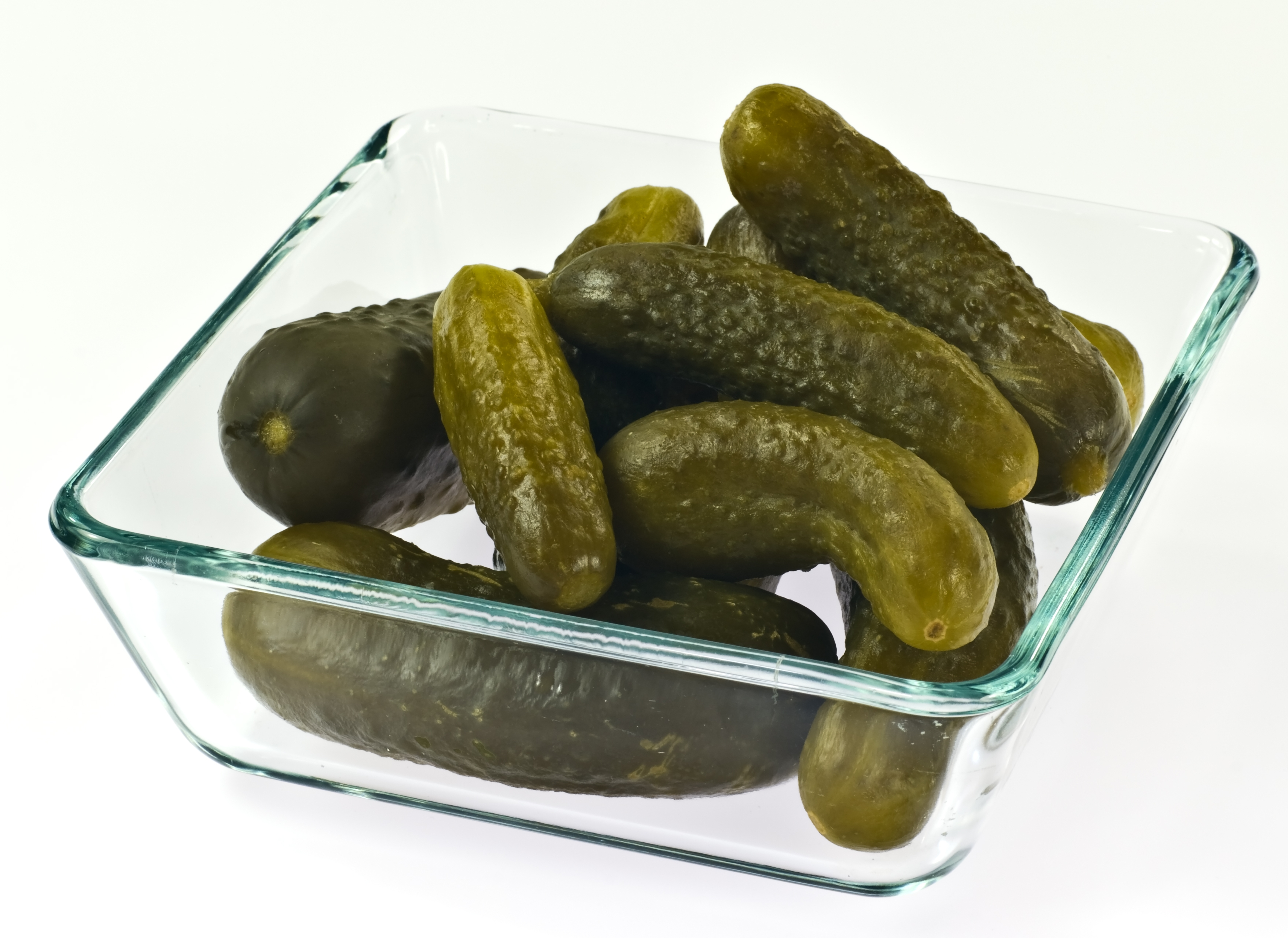
Cetriolini sottaceto

Un cetriolo crudo (con la buccia) è composto per il 95% da acqua, per il 4% da carboidrati, per l'1% da proteine e contiene una quantità trascurabile di grassi. Il cetriolo ha un basso contenuto di micronutrienti: si distingue solo per la vitamina K.
I cetrioli coltivati a scopo commerciale per il mercato nordamericano sono generalmente più lunghi, più lisci, hanno un colore più uniforme e una buccia molto più dura. Al contrario, quelli di altri paesi, sono più piccoli e hanno una buccia più sottile e delicata, spesso con meno semi, e per questo motivo vengono spesso venduti avvolti in una pellicola di plastica per proteggerli.
I cetrioli sottaceto sono prodotti con una salamoia con zucchero, aceto e spezie. Sebbene qualsiasi tipo di cetriolo possa essere messo sottaceto, i sottaceti commerciali sono realizzati con cetrioli appositamente selezionati per avere un rapporto lunghezza-diametro uniforme e l'assenza di vuoti nella polpa. I cetrioli destinati alla conservazione in salamoia, crescono fino a circa 7–10 cm di lunghezza e 2,5 cm di diametro.
I germogli di cetriolo vengono consumati regolarmente come verdura, soprattutto nelle zone rurali. In Thailandia vengono spesso serviti con salsa di polpa di granchio. Possono anche essere saltati in padella o utilizzati nelle zuppe.